# Matrice de Hankel
En algèbre linéaire, une matrice de Hankel, du nom du mathématicien Hermann Hankel, est une matrice carrée dont les valeurs sont constantes le long des diagonales ascendantes, c'est-à-dire dont les indices vérifient la relation {\displaystyle a_{i,j}=a_{i-1,j+1}}
Par exemple une matrice de Hankel de taille 5 s'écrit sous la forme
{\displaystyle {\begin{pmatrix}a&b&c&d&e\\b&c&d&e&f\\c&d&e&f&g\\d&e&f&g&h\\e&f&g&h&i\end{pmatrix}}}
Les matrices de Toeplitz ont, elles, des valeurs constantes sur les diagonales descendantes.
Sur un espace de Hilbert muni d'une base hilbertienne, on peut définir plus généralement un opérateur de Hankel. Ce dernier admet pour représentation une matrice de Hankel infinie, c'est-à-dire que le coefficient
{\displaystyle a_{i,j}=(e_{i}|a(e_{j}))}, dépend seulement de {\displaystyle i+j}. 

## Déterminant et transformation de Hankel
À toute suite {\displaystyle (b_{n})} on peut associer la suite des déterminants {\displaystyle h_{n}} des matrices de Hankel successives
{\displaystyle h_{n}={\begin{vmatrix}b_{0}&b_{1}&b_{2}&\dots &b_{n}\\b_{1}&b_{2}&b_{3}&\dots &b_{n+1}\\b_{2}&b_{3}&b_{4}&\dots &b_{n+2}\\\vdots &\vdots &\vdots &&\vdots \\b_{n}&b_{n+1}&b_{n+2}&\dots &b_{2n}\\\end{vmatrix}}}
- une suite est nulle si et seulement si sa transformée de Hankel est nulle

- une suite vérifie une relation de récurrence linéaire à coefficients constants si et seulement si la transformée de Hankel est nulle à partir d'un certain rang.

## Éléments propres dans un cas particulier
Un cas particulier de matrices de Hankel est celui de matrices anticirculantes, lorsque {\displaystyle b_{n+j}=b_{j-1}}.
Dans ce cas, on peut aisément diagonaliser les matrices de Hankel :
On considère la base de diagonalisation des matrices circulantes de taille {\displaystyle n} ; on note  {\displaystyle P} la matrice de passage associée d'éléments génériques  {\displaystyle w^{(i-1)(j-1)}} où  {\displaystyle w=\exp \left({\frac {2i\pi }{n}}\right)} est une racine  {\displaystyle n}-ième, primitive, de l'unité. On note  {\displaystyle C_{j}} ses colonnes.
Si  {\displaystyle M}  est une matrice de Hankel, on note  {\displaystyle M'=P^{-1}MP}. On remarque que  {\displaystyle M'C_{1}=LC_{1}}, où  {\displaystyle L=b_{0}+b_{1}+b_{2}+\dots +b_{n-1}} est la somme des coefficients de chaque ligne.
Si   {\displaystyle n} est pair, -1 est racine n-ième de l'unité, le vecteur colonne  {\displaystyle C_{\frac {n+2}{2}}} est {\displaystyle (1,-1,1,\ldots ,-1)} et
{\displaystyle M'C_{\frac {n+2}{2}}=L'C_{\frac {n+2}{2}}}, où  {\displaystyle L'=b_{0}-b_{1}+b_{2}+\dots -b_{n-1}} est la somme alternée des coefficients de chaque ligne.
Si {\displaystyle j\notin \left\{1,{\frac {n+2}{2}}\right\}}, on voit que {\displaystyle M'C_{j}=L_{j}C_{n+2-j}} où {\displaystyle L_{j}=b_{0}+b_{1}w^{j-1}+b_{2}w^{2(j-1)}+\dots -b_{n-1}w^{(n-1)(j-1)}} ; la valeur en {\displaystyle w^{j-1}} du polynôme associé :  {\displaystyle P(X)=\sum _{k=0}^{n}b_{k}X^{k}}.
On remarque que le plan  {\displaystyle \mathrm {Vect} (C_{j},C_{n+2-j})} est stable sous l'action de l'endomorphisme canoniquement associé à {\displaystyle M} ; la restriction à cet espace, de l'endomorphisme (complexe) associé, a pour matrice dans la base des deux colonnes  {\displaystyle (C_{j},C_{n+2-j})} : {\displaystyle A={\begin{pmatrix}0&L_{j}\\L_{n+2-j}&0\end{pmatrix}}} ; on en déduit  {\displaystyle M'}, puis une diagonalisation de  {\displaystyle M}.